# Kirbyana javana
Kirbyana javana är en insektsart som beskrevs av Frederick Arthur Godfrey Muir 1913. Kirbyana javana ingår i släktet Kirbyana och familjen kilstritar. Inga underarter finns listade i Catalogue of Life.